# Opérateur de radio-goniométrie au sol
Pour les articles homonymes, voir Radiotélégraphiste.
L'ancien métier de radiotélégraphiste de station de radiogoniométrie remonte au début du XXe siècle à une époque où les navires et les aéronefs demandaient à trois stations de radiogoniométrie au sol les triangulations par radiogoniométrie pour déterminer leurs positions. 

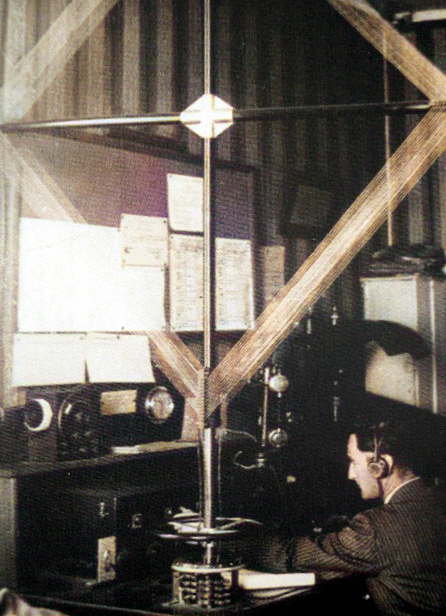
Station de radiogoniométrie. Travail sur les fréquences: 333 kHz, 410 kHz, 500 kHz, 666 kHz, (1 MHz).

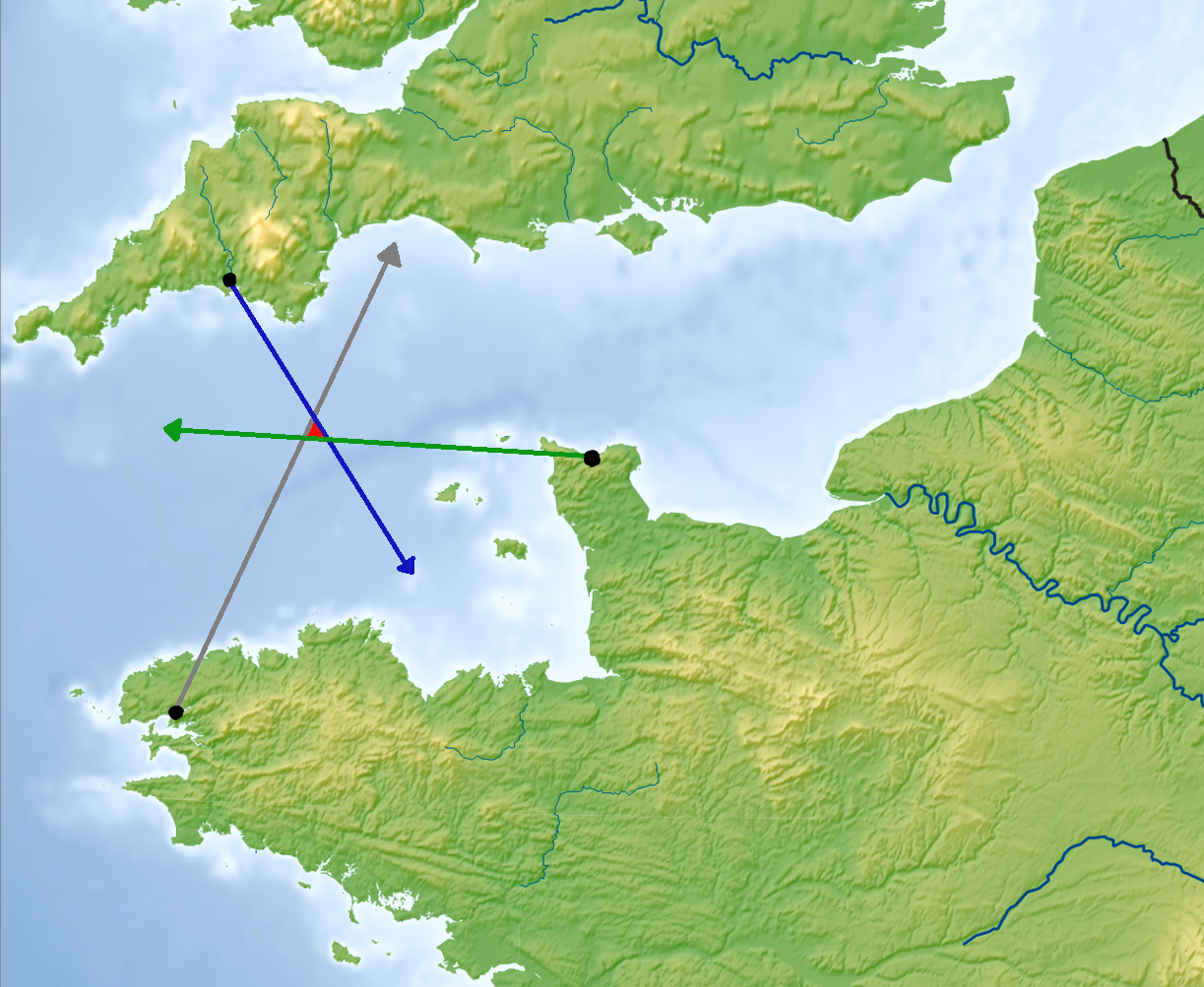
Radiogoniométrie.

## Radiotélégraphiste de station deradiogoniométrie
L'ancien métier de radiotélégraphiste de station côtière de radiogoniométrie remonte au début du XXe siècle à une époque où les navires, les ballons dirigeables et les aéronefs demandaient à trois stations au sol les triangulations par radiogoniométrie pour leurs positions. 
Cela avant les radiophares. 

Historiquement les goniomètres de stations côtières ont été utilisés comme équipement d'aide à la navigation, tant pour les aéronefs que pour les navires.
Les stations de radiogoniométrie travaillaient en radiotélégraphie morse sur la fréquence normale. 410 kHz , fréquence normale de radiogoniométrie en radiotélégraphie. (Et avant 1927 sur l'ancienne longueur d'onde de 450 mètres fréquence de radiogoniométrie: 666,66 kHz à présent canal de radiodiffusion), et donnaient leurs positions aux navires et aéronefs qui le demandaient.

### Station maritime de radiogoniométrie
- Les stations de radiogoniométrie travaillaient en radiotélégraphie morse sur la fréquence normale. 410 kHz [1], fréquence normale de radiogoniométrie en radiotélégraphie. (Avant 1927 sur l'ancienne longueur d'onde de 450 mètres fréquence de radiogoniométrie: 666,66 kHz à présent canal de radiodiffusion), et donnaient leurs positions aux navires et aéronefs qui le demandaient.
 En 1920, la station de radiogoniométrie de Ouessant Gonio Indicatif (radio) FFU (station Française Fixe de Ushant) de radiogoniométrie donnait 10 relèvements gonios par jour.
- Les stations de radiogoniométrie pouvaient travailler sur la fréquence: 500 kHz [2], (sur l'ancienne fréquence de 1 MHz des navires de faible tonnage en radiotélégraphie à présent canal de radiodiffusion, depuis 1927).
- Depuis 1947. Les stations de radiogoniométrie peuvent travailler sur la fréquence: 2 182 kHz ( [3] ) . (De 1932 à 1947. sur la fréquence: 1 650 kHz. ( [4] ).

### Station aéronautique de radiogoniométrie
- Les stations de radiogoniométrie aéronautique travaillaient en radiotélégraphie Morse sur la fréquence internationale d'appel et de sécurité du service aéronautique. 333,33 kHz des aéronefs  (désignée aussi par sa longueur d'onde: 900 mètres) ( [5] ). Les stations de radiogoniométrie aéronautique pouvaient travailler sur la fréquence: 410 kHz, fréquence normale de radiogoniométrie en radiotélégraphie. (Avant 1927 sur l'ancienne longueur d'onde de 450 mètres fréquence de radiogoniométrie: 666,66 kHz à présent canal de radiodiffusion), et donnaient leurs positions aux aéronefs qui le demandaient. Toutes les stations radiogoniométriques de service de radionavigation doivent, de plus, être en mesure de prendre des relèvements sur la fréquence 500 kHz, notamment pour relever les stations émettant des signaux de détresse, d'alarme et d'urgence.

## Période de silence radio duTemps universel coordonné

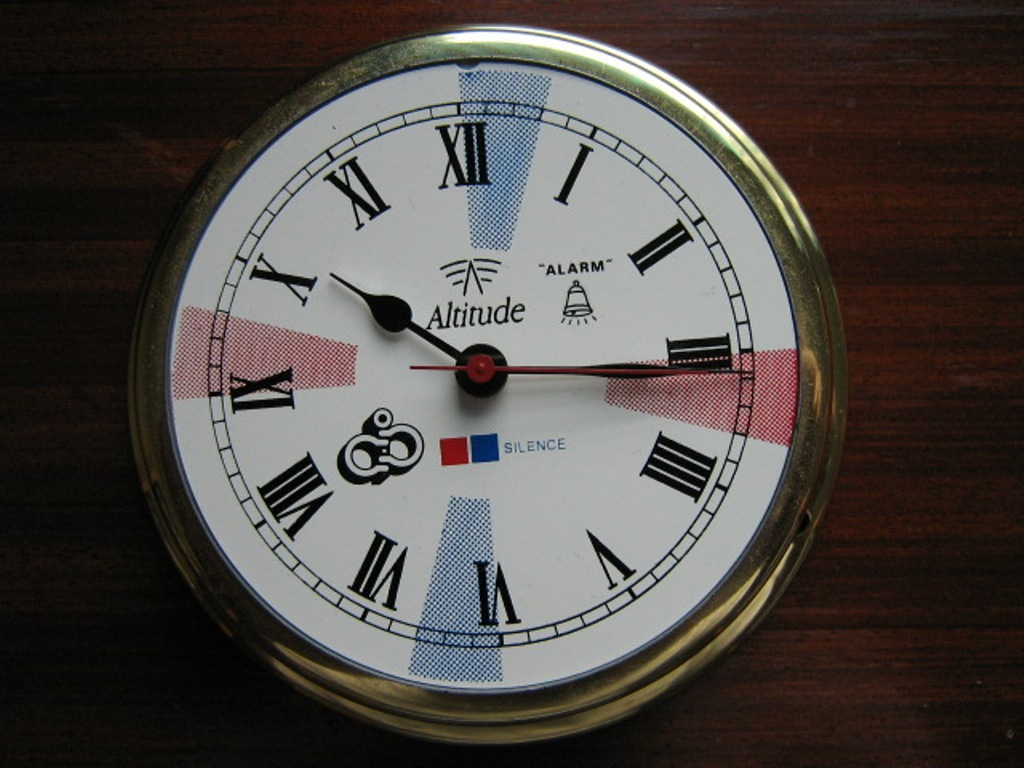
Pour la fréquence 500 kHz. En rouge les périodes de silence radio de 3 minutes en Temps universel coordonné. (En bleu pour la fréquence 2182 kHz)

- Dans les stations radios internationales, une montre marque l'heure du Temps universel coordonné comme référence.
- Sur la fréquence 500 kHz, les stations effectuent un silence radio de h + 15 à h + 18 et de h + 45 à h + 48.
- Dans le monde, depuis 1999. Les émissions doivent cesser dans la bande comprise entre 495 kHz à 505 kHz durant la période de silence radio.
- Dans quelques pays appliquant toujours l'ancienne recommandation, les émissions doivent cesser dans une bande comprise entre 490 kHz à 510 kHz durant la période de silence radio.
- L’appel de routine, de sécurité et d’urgence est autorisé aux heures de h + 18 à h + 44 et de h + 48 à h + 14 avec un dégagement sur une fréquence de travail.
- Les radiocommunications pour la détresse sont libres sur la fréquence 500 kHz (maritime et aéronautique).